# 2S 1254-690
2S 1254-690, även känd som GR Muscae är en dubbelstjärna i stjärnbilden Flugan  som består av en neutronstjärna på mellan 1,2 och 1,8 gånger solens massa och en stjärna med låg massa om sannolikt  runt en solmassa i snäv omloppsbana. En blå stjärna med magnituden 19 identifierades 1978 som den optiska motsvarigheten till röntgenkällan. Dess skenbara magnitud varierar från 18 till 19,1 under en period av 0,16 dagar.

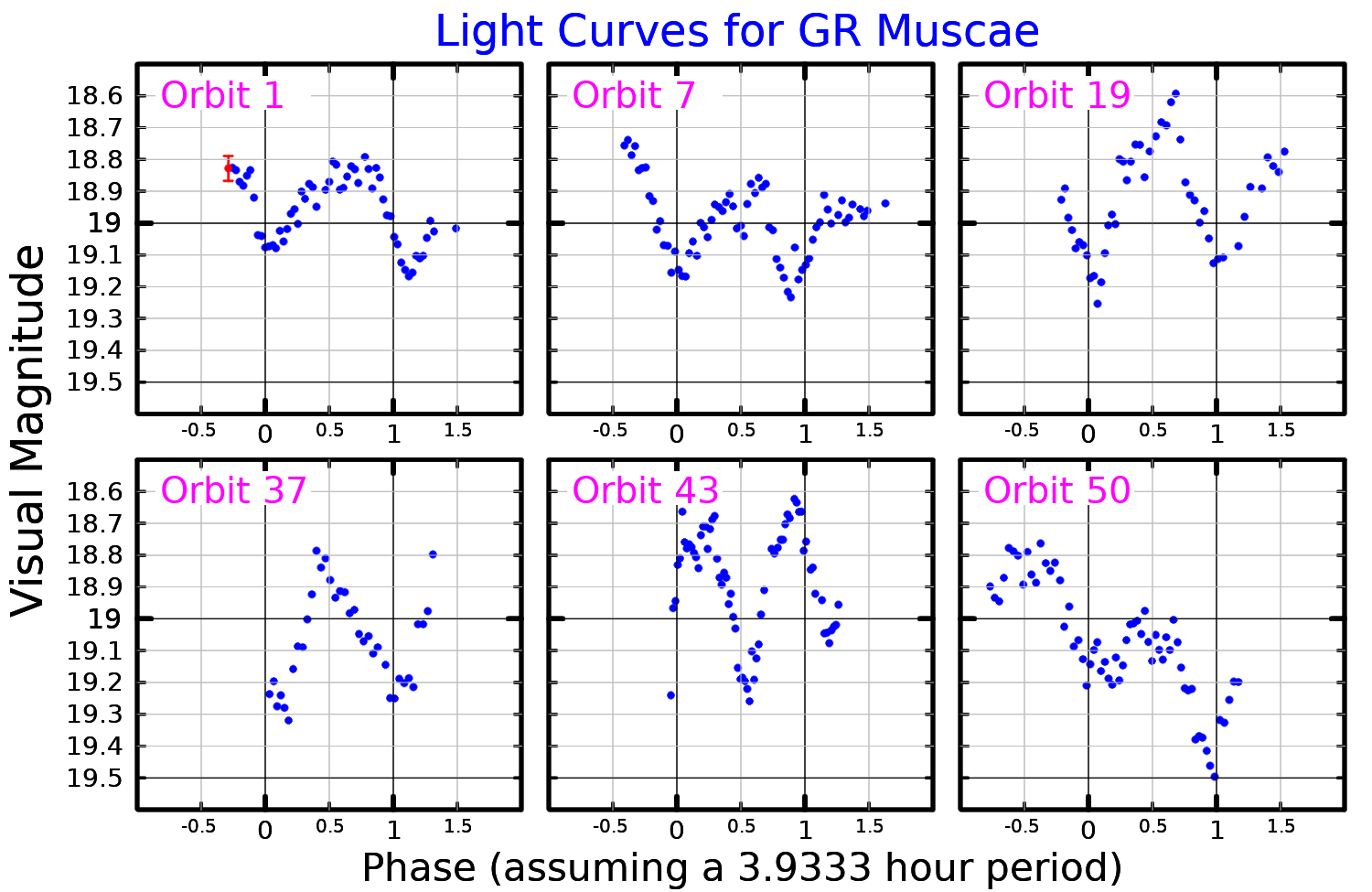
Visuella bandljuskurvor för GR Muscae, anpassade från Cornelisse m.fl. (2013).

Neutronstjärnan har en omkretsande ackretionsskiva som har en omloppsperiod av cirka 6,74 dygn och lutar i en vinkel mot den inkommande strömmen av material från donatorstjärnan.